# RTL 7 Darts
RTL 7 Darts is een praatprogramma over darts, gemaakt door RTL Sport, dat uitgezonden is door RTL 7 en op donderdagen met Europa League-voetbal nam RTL Z het programma over. In 2021 werd zelfs de hele World Grand Prix Darts uitgezonden via RTL Z. In een studio discussieerden analytici en presentator Koert Westerman of Marcel Maijer over de live uitgezonden dartwedstrijden. RTL 7 Darts bood de mogelijkheid via de website toernooien te bekijken via een betaalde livestream op Videoland. Sinds het PDC World Darts Championship 2017 was het mogelijk om de uitzendingen van het WK Darts als radio via internet te beluisteren. Op de radiostream was precies hetzelfde geluid als op tv te volgen. Het programma kwam in 2022 ten einde nadat de rechten overgingen van RTL naar Viaplay Darts. In 2023 kwam het programma terug op tv. Het eerste toernooi dat werd uitgezonden was de finaledag van de Dutch Open dat live uitgezonden werd op RTL7 Darts. Van 9 tot 12 februari is het World Seniors Darts Championship te zien in dit programma. 
De volgende toernooien werden uitgezonden door RTL 7 Darts:
- World Darts Championship (2011-2022)
- Premier League Darts (2011-2021)
- Champions League of Darts (2016-2019)
- World Grand Prix (2011-2021
- Grand Slam of Darts (2011-2021)
- Players Championship Finals (2011-2021)
- World Cup of Darts (2012-2021)
- UK Open (2011-2021)
- World Series of Darts Finals (2015-2021)
- European Darts Championship (2011-2021)
- The Masters (2013-2021)
- World Matchplay (2011-2021)
- Alle World Series of Darts toernooien (meestal in herhaling of samenvatting) (2013-2021)
- Dutch Open (2023-heden)
- World Seniors Darts Championship (2023)
- Dutch Darts Masters (2024)

## Opzet
De uitzending begint met een voorbeschouwing van een half uur. Vaak begon de uitzending met een ruime samenvatting van de middagsessie (muv het WK). Vaak zijn er (ex-)darters te gast. Aansluitend aan de voorbeschouwing wordt er live naar de wedstrijdlocatie geschakeld. Tijdens de reclameonderbrekingen, die er voor de Engelse commerciële zender Sky Sports regelmatig zijn, wordt eerst een reclameblok van een paar minuten uitgezonden. Vervolgens volgt er een ogenblik van analyse, alvorens er weer wordt geschakeld naar de wedstrijd. Het programma besluit met analyses en interviews.

## Kijkcijfers
Op 1 januari 2014 had RTL 7 Darts een kijkcijferrecord van 2,1 miljoen kijkers voor de finale van het WK Darts (finale 2013: 1,7 miljoen kijkers) tussen Michael van Gerwen en Peter Wright (7-4), bovendien heeft het bijgedragen aan de best bekeken maand van de mannenzender sinds de start in 2005.

## Medewerkers

### Presentatoren
De presentatie van RTL 7 Darts was in handen van een van de volgende presentatoren:
- Marcel Maijer (2012-heden)
- Koert Westerman (2013-2022)
- Jacques Nieuwlaat (2018-2021)
- Simon Zijlemans (2019-2021)
- Bart Nolles (2020-2021)

### Commentatoren en verslaggevers
- Albert Mantingh (2012-2014)
- Frank Vischschraper (2012-2023)
- Arjan van der Giessen (2012-2022)
- Jacques Nieuwlaat (2012-2022)
- Niels de Ruiter (2012-2021, 2023-heden)
- Martijn van Zijtveld (2017-2021)
- Ad van Gameren (2014)
- Reind Duut (2015-2017)
- Frank Verhoeven (2015-2017)
- Roland Scholten (2019)
- Ron Meulenkamp (2019-2021, 2023-heden)
- Teun de Boer (2019-2022)
- Koert Westerman (2021)
- Co Stompé (2021)
- Guy Habets (2023)
- Martijn Westerink (2023-heden)

### Vaste analisten
- Co Stompé (2012-2022)
- Vincent van der Voort (2013-2021, 2023)
- Roland Scholten (2013-2022)
- Niels de Ruiter (2012-2013)
- Ron Meulenkamp (2018-2021, 2023-heden)

### Gasten
- Raymond van Barneveld (2013-2021)
- Michael van Gerwen (2013-2020)
- Kim Huybrechts (2013-2021, 2024-heden)
- Jelle Klaasen (2014-2022)
- Benito van de Pas (2014-2018)
- Jan Dekker (2014-2022)
- Wesley Harms (2014)
- Robin van Galen (2014, 2020)
- Gerald Sibon (2014)
- Sijmon Timmers (2014)
- Bas Muijs (2014-2020)
- Dirk van Duijvenbode (2015-2018, 2020-2021)
- Berry van Peer (2017)
- Ashley Zaat (2017)
- Max Hopp (2017-2018)
- Dimitri Van den Bergh (2018)
- Jacques Nieuwlaat (2018-2020)
- Jeffrey de Zwaan (2018-2019, 2021-2022)
- Aileen de Graaf (2018-2019)
- Yordi Meeuwisse (2018)
- Marco Meijer (2018)
- Geert Nentjes (2018-2021)
- Donnie (2018-2020)
- Martijn Kleermaker (2019-2022, 2024-heden)
- Jerry Hendriks (2019-2023)
- Wilco Wassink (2019)
- Richard Veenstra (2019)
- Jermaine Wattimena (2019, 2021)
- Francis Hoenselaar (2020-2021)
- Roelof de Vries (2020-2021)
- Remco van Eijden (2020)
- Raemon Sluiter (2020)
- Niels Zonneveld (2020-2021)
- Paul Engelbertdink (2020)
- Arjan van der Giessen (2021)
- Devrim Aslan (2021)
- Niels de Ruiter (2021)
- Karin ten Kate (2021)
- Jules van Dongen (2021)